# Festival Elsy Jacobs 2021
Il Festival Elsy Jacobs 2021, trentaduesima edizione della manifestazione, valido come quinta prova dell'UCI Women's ProSeries 2021, si svolse dal 30 aprile al 2 maggio 2021 su un percorso 232,55 km, suddiviso in 3 tappe, con partenza da Cessange e arrivo a Garnich, in Lussemburgo. La vittoria fu appannaggio della danese Emma Norsgaard, che completò il percorso in 6h05'00", alla media di 38,2 km/h, precedendo la canadese Leah Kirchmann e l'italiana Maria Giulia Confalonieri.
Sul traguardo di Garnich 67 cicliste, su 106 partite da Cessange, portarono a termine la competizione.

## Tappe
| Tappa   | Data      | Percorso              | km     | Vincitore di tappa | Leader cl. generale |
| ------- | --------- | --------------------- | ------ | ------------------ | ------------------- |
| Prologo | 30 aprile | Cessange > Cessange   | 2,15   | Lorena Wiebes      | Lorena Wiebes       |
| 1ª      | 1º maggio | Steinfort > Steinfort | 125,1  | Emma Norsgaard     | Emma Norsgaard      |
| 2ª      | 2 maggio  | Garnich > Garnich     | 105,3  | Emma Norsgaard     | Emma Norsgaard      |
| Totale  | Totale    | Totale                | 232,55 |                    |                     |

## Squadre e corridore partecipanti
Al via 18 formazioni.
| N.    | Cod. | Squadra                            |
| ----- | ---- | ---------------------------------- |
| 1-6   | WNT  | Ceratizit-WNT Pro Cycling Team     |
| 11-16 | SDW  | Team SD Worx                       |
| 21-26 | TSF  | Trek-Segafredo                     |
| 31-36 | MOV  | Movistar Team                      |
| 41-46 | FDJ  | FDJ Nouvelle Aquitaine Futuroscope |
| 51-56 | DSM  | Team DSM                           |
| 61-66 | ALE  | Alé BTC Ljubljana                  |
| 71-76 | CSR  | Canyon-SRAM Racing                 |
| 81-86 | LIV  | Liv Racing                         |

| N.      | Cod. | Squadra                           |
| ------- | ---- | --------------------------------- |
| 91-96   | JVW  | Jumbo-Visma                       |
| 101-106 | VAL  | Valcar-Travel & Service           |
| 111-116 | MAT  | Massi-Tactic Women Team           |
| 121-126 | ASC  | Andy Schleck-CP NVST-Immo Losch   |
| 131-136 | SRC  | Stade Rochelais Charente-Maritime |
| 141-146 | PHV  | Parkhotel Valkenburg              |
| 151-156 | DRP  | Drops-Le Col s/b TEMPUR.          |
| 161-166 | CCT  | Bingoal Casino-Chevalmeire        |
| 171-176 | WCC  | WCC Team                          |

## Dettagli delle tappe

### Prologo
- 30 aprile: Cessange > Cessange – 2,15 km

Risultati
| Pos. | Corridore        | Squadra | Tempo |
| ---- | ---------------- | ------- | ----- |
| 1    | Lorena Wiebes    | DSM     | 3'12" |
| 2    | Leah Kirchmann   | DSM     | a 3"  |
| 3    | Karlijn Swinkels | Jumbo   | s.t.  |

| Pos. | Corridore        | Squadra | Tempo |
| ---- | ---------------- | ------- | ----- |
| 1    | Lorena Wiebes    | DSM     | 3'12" |
| 2    | Leah Kirchmann   | DSM     | a 3"  |
| 3    | Karlijn Swinkels | Jumbo   | s.t.  |

### 1ª tappa
- 1 maggio: Steinfort > Steinfort – 125,1 km

Risultati
| Pos. | Corridore          | Squadra   | Tempo    |
| ---- | ------------------ | --------- | -------- |
| 1    | Emma Norsgaard     | Movistar  | 3h14'06" |
| 2    | Maria Confalonieri | Ceratizit | s.t.     |
| 3    | Leah Kirchmann     | DSM       | a 2"     |

| Pos. | Corridore        | Squadra  | Tempo    |
| ---- | ---------------- | -------- | -------- |
| 1    | Emma Norsgaard   | Movistar | 3h17'15" |
| 2    | Leah Kirchmann   | DSM      | a 4"     |
| 3    | Karlijn Swinkels | Jumbo    | a 8"     |

### 2ª tappa
- 2 maggio: Garnich > Garnich – 105,3 km

Risultati
| Pos. | Corridore          | Squadra   | Tempo    |
| ---- | ------------------ | --------- | -------- |
| 1    | Emma Norsgaard     | Movistar  | 2h47'55" |
| 2    | Maria Confalonieri | Ceratizit | s.t.     |
| 3    | Sofia Bertizzolo   | Liv       | s.t.     |

| Pos. | Corridore          | Squadra   | Tempo    |
| ---- | ------------------ | --------- | -------- |
| 1    | Emma Norsgaard     | Movistar  | 6h05'14" |
| 2    | Leah Kirchmann     | DSM       | a 14"    |
| 3    | Maria Confalonieri | Ceratizit | s.t.     |

## Evoluzione delle classifiche
| Tappa              | Vincitore          | Classifica generale Maglia gialla | Classifica a punti Maglia verde | Classifica scalatori Maglia a pois | Classifica giovani Maglia bianca | Classifica a squadre |
| ------------------ | ------------------ | --------------------------------- | ------------------------------- | ---------------------------------- | -------------------------------- | -------------------- |
| Prologo            | Lorena Wiebes      | Lorena Wiebes                     | Lorena Wiebes                   | non assegnata                      | Lorena Wiebes                    | Team DSM             |
| 1ª                 | Emma Norsgaard     | Emma Norsgaard                    | Emma Norsgaard                  | Kathrin Hammes                     | Emma Norsgaard                   | Team DSM             |
| 2ª                 | Emma Norsgaard     | Emma Norsgaard                    | Emma Norsgaard                  | Thalita de Jong                    | Emma Norsgaard                   | Jumbo-Visma          |
| Classifiche finali | Classifiche finali | Emma Norsgaard                    | Emma Norsgaard                  | Thalita de Jong                    | Emma Norsgaard                   | Jumbo-Visma          |

Maglie indossate da altri ciclisti in caso di due o più maglie vinte
- Nella 1ª tappa Leah Kirchmann ha indossato la maglia verde al posto di Lorena Wiebes.
- Nella 1ª tappa Karlijn Swinkels ha indossato la maglia bianca al posto di Lorena Wiebes.
- Nella 2ª tappa Leah Kirchmann ha indossato la maglia verde al posto di Emma Norsgaard.
- Nella 2ª tappa Karlijn Swinkels ha indossato la maglia bianca al posto di Emma Norsgaard.

## Classifiche finali

### Classifica generale - Maglia blu
| Pos. | Corridore          | Squadra   | Tempo    |
| ---- | ------------------ | --------- | -------- |
| 1    | Emma Norsgaard     | Movistar  | 6h05'00" |
| 2    | Leah Kirchmann     | DSM       | a 14'    |
| 3    | Maria Confalonieri | Ceratizit | s.t.     |
| 4    | Karlijn Swinkels   | Jumbo     | a 18"    |
| 5    | Thalita de Jong    | Bingoal   | a 20"    |
| 6    | Anouska Koster     | Jumbo     | s.t.     |
| 7    | Ruth Winder        | Trek      | a 21"    |
| 8    | Christine Majerus  | SD Worx   | s.t.     |
| 9    | Riejanne Markus    | Jumbo     | a 22"    |
| 10   | Juliette Labous    | DSM       | a 23"    |

### Classifica a punti - Maglia verde
| Pos. | Corridore          | Squadra   | Punti |
| ---- | ------------------ | --------- | ----- |
| 1    | Emma Norsgaard     | Movistar  | 30    |
| 2    | Maria Confalonieri | Ceratizit | 24    |
| 3    | Leah Kirchmann     | DSM       | 20    |
| 4    | Karlijn Swinkels   | Jumbo     | 12    |
| 5    | Juliette Labous    | DSM       | 11    |

### Classifica scalatori - Maglia a pois
| Pos. | Corridore         | Squadra   | Punti |
| ---- | ----------------- | --------- | ----- |
| 1    | Thalita de Jong   | Bingoal   | 31    |
| 2    | Kathrin Hammes    | Ceratizit | 18    |
| 3    | Dani Christmas    | Drops     | 7     |
| 4    | Mischa Bredewold  | Parkhotel | 5     |
| 5    | Christine Majerus | SD Worx   | 3     |

### Classifica giovani - Maglia bianca
| Pos. | Corridore          | Squadra  | Punti    |
| ---- | ------------------ | -------- | -------- |
| 1    | Thalita de Jong    | Movistar | 6h05'00" |
| 2    | Karlijn Swinkels   | Jumbo    | a 18"    |
| 3    | Juliette Labous    | DSM      | a 23"    |
| 4    | Sofia Bertizzolo   | Liv      | a 26"    |
| 5    | Niamh Fisher-Black | SD Worx  | a 33"    |

### Classifica a squadre
| Pos. | Squadra        | Tempo     |
| ---- | -------------- | --------- |
| 1    | Jumbo-Visma    | 18h16'02" |
| 2    | Team SD Worx   | a 7"      |
| 3    | Team DSM       | a 14"     |
| 4    | Liv Racing     | a 20"     |
| 5    | Trek-Segafredo | a 45"     |